# Save Me (Aimee-Mann-Lied)
Save Me ist eine Popballade der US-Singer-Songwriterin Aimee Mann von 1999. Der Song wird am Schluss des Filmes Magnolia gespielt und leitet in den Abspann hinein. Er ist einer der bekanntesten Titel der Musikerin.
Das Musikvideo dazu wurde am Magnolia-Filmset mit den Original-Hauptdarstellern gedreht.
Der Titel wurde als „Bester Filmsong“ 2000 für den Oscar und für den Golden Globe nominiert sowie in drei Kategorien für den Grammy nominiert.
Save Me erschien im Dezember 1999 auf dem Soundtrack-Album zum Film Magnolia sowie 2000 als Single und 2001 auf der erweiterten (enhanced) Wiederveröffentlichung von Aimee Manns drittem Studioalbum Bachelor No. 2 or, the Last Remains of the Dodo.

## Chartplatzierungen
| Charts (2000)          | Beste Platzierung | Wochen | Anmerkungen |
| ---------------------- | ----------------- | ------ | ----------- |
| Vereinigtes Königreich | 88                | 1      |             |